# サウジアラビアと韓国の関係
サウジアラビアと韓国の関係（サウジアラビアとかんこくのかんけい、アラビア語: العلاقات السعودية الكورية الجنوبية）は、サウジアラビアと大韓民国との間の二国間関係を指す。サウジアラビアはソウルに大使館を置き、韓国はリヤドに大使館を置いている。

## 古代の関係
韓国とサウジアラビアの間のつながりは、アラブの商人が7世紀と8世紀に朝鮮の統一国家新羅にやってきた古い時代から歴史的に強いものだった。これは、双方の政権交代にもかかわらず、朝鮮とアラブ世界の間の貿易の成長をもたらした。
高麗時代、アラブ・トルコ系の徳水張氏が高麗王朝に出仕するようになり、アラブ出身のイスラム教徒である張舜龍（チャン・スンリョン）は高麗の宮廷を代表するようになった。徳水張氏は生き残り、朝鮮社会に統合されたが、その子孫はもはやアラビア語を話すことができず、イスラム教を実践することさえできなくなった。
李氏朝鮮時代、世宗は彼の年代記の中で、アラブ人がコーランとイスラム教の教えを読んでいると述べていたが、王は生涯を通じてイスラム教徒ではなかった。

## 現代の関係
朝鮮戦争中、サウジアラビアは、ソビエト連邦による共産主義の拡大に反対する西側諸国の一員として、1950年から1953年まで、派兵こそしなかったものの、韓国を支持した。サウジアラビアと韓国もまた、1970年代と1980年代に経済ブームを経験し、2つの国が互いに支え合っていた。現在、韓国の投資家はサウジアラビアで最も重要な投資家の1つである。そのため、サウジアラビアと韓国の関係はおおむね心のこもったものであり、両国は経済的および戦略的パートナーである。
サウジアラビアがサウジビジョン2030を発表したとき、韓国とサウジアラビアは、両国が敵対関係を持たず、安全と安全を懸念しているため、協力を強化した。両国は、2019年にサウジアラムコと韓国企業S-OILとの間で60億ドルの取引を含む、83億ドルの経済協定に署名した。貿易も2018年から拡大している。

## 軍事協力
韓国の隣国の北朝鮮は、サウジアラビアと対立するイランと強い関係を持っており、サウジアラビアと韓国との同盟はイランと北朝鮮に対抗する上で極めて重要になる。韓国は、特に2015年イエメン内戦中に、中東での北朝鮮の活動に関する情報をサウジアラビアに提供した。
2019年6月、サウジアラビアと韓国は武器製造協定に署名した。この協定では、サウジアラビアと韓国の軍事企業が協力して外部の脅威に対抗し、武器や車両の製造を共同で行い、両国の軍事技術を向上させる。